# Thalassema elapsum
Thalassema elapsum är en djurart som tillhör fylumet skedmaskar, och som beskrevs av Sluiter, C.P. 1912. Thalassema elapsum ingår i släktet Thalassema och familjen Echiuridae. Inga underarter finns listade i Catalogue of Life.